# Garbagna
Garbagna (piemontesisch Garbagna ('d Lissàndria)) ist eine italienische Gemeinde in der Provinz Alessandria (AL) in der Region Piemont und seit 2015 Mitglied der Vereinigung I borghi più belli d’Italia (Die schönsten Orte Italiens).

## Lage und Einwohner
Die Gemeinde Garbagna liegt 45 Kilometer südöstlich von der Provinzhauptstadt Alessandria auf einer Höhe von 293 m über dem Meeresspiegel. Das Gemeindegebiet umfasst eine Fläche von 20,7 km² und hat 617 (Stand 31. Dezember 2023) Einwohner.
Die Nachbargemeinden sind Avolasca, Borghetto di Borbera, Brignano-Frascata, Casasco, Castellania, Dernice und Sardigliano.

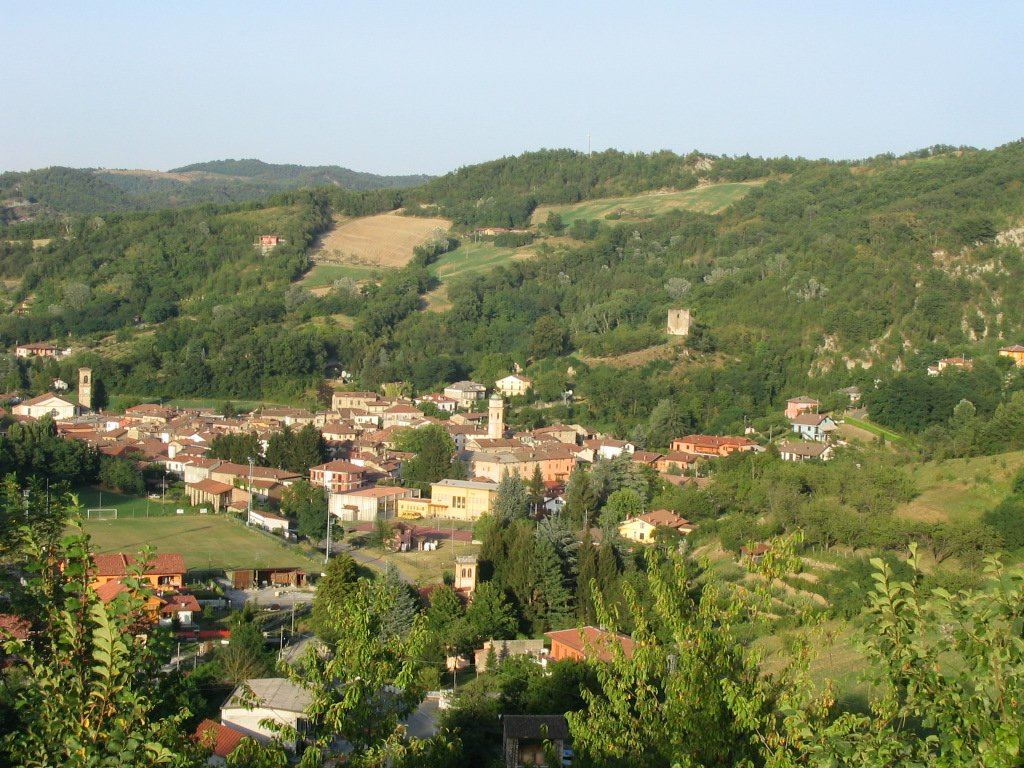
Panorama

## Geschichte
Die ersten Archivinformationen über Garbagna gehen auf ein Diplom des Königs von Italien, karolingischer Abstammung, Hugo von der Provence, vom 29. März 945 zurück, mit dem der König dem Grafen Elisardo, ebenfalls aus der Provence, einige Ländereien des Tortona-Komitees übertrug. Seine Ursprünge reichen bis in die ligurische Zeit zurück, obwohl einige Gelehrte ihm römische Ursprünge zuschreiben. Seit dem 9. Jahrhundert gehörte es zum Episkopat von Tortona, dem es 1161 und 1198 durch zwei Bullen der Päpste Alexander III. und Innozenz II. bestätigt wurde. Später wurde es als Lehen an verschiedene genuesische Familien verkauft, an die Fieschi, bis 1547, dem Jahr, in dem es wegen Anstiftung zu einer Verschwörung beschlagnahmt wurde, und an die Familie Doria gespendet, der es bis zum 18. Jahrhundert gehörte.
Im Jahr 1797, mit dem Sturz Napoleons, trat Garbagna in die Republik Genua ein. Im Jahr 1815 begründete der Wiener Kongress das Ende der Republik und den Anschluss von Garbagna an das Königreich Sardinien. Im Jahr 1818 wurde Garbagna von Ligurien getrennt und zusammen mit Avolasca, Casasco und Dernice einem Bezirk zugeordnet, der ab der Vereinigung Italiens in der Provinz Alessandria aufging.

## Sehenswürdigkeiten
- Der imposante, wenn auch stumpfe, quadratische Turm vom Schloss, der von den Überresten der Burgmauern umgeben ist und im 15. Jahrhundert erbaut wurde.[5]
- Die Piazza Doria. In der Mitte stehen vier Rosskastanienbäume, die 1853 gepflanzt wurden. Im Zentrum dieser Bäume befindet sich ein Bogen, der an eine alte Wasserquelle erinnert, aus der die gesamte Bevölkerung versorgt wurde. Er wird überragt vom Oratorium San Rocco, in dem man ein Fresko von Carlone aus dem 18. Jahrhundert zu sehen ist.[6]
- Der Bezirk Contrada. Das wahre pulsierende Herz der Stadt schlängelt sich durch die Häuser des historischen Zentrums. Hier können Sie die typische Anordnung der antiken Geschäfte und den Charme der Vergangenheit an allen Gebäuden bewundern.
- Die Pfarrkirche San Giovanni Battista, die 1702 an der Stelle eines bereits bestehenden romanischen Gebäudes erbaut wurde und bemerkenswerte Kunstwerke bewahrt, darunter Gemälde, die Maragliano zugeschrieben werden.

## Kulinarische Spezialitäten
Die "Ciliegia Bella di Garbagna" (Die schöne Kirsche von Garbagna) wurde als Slow Food ausgezeichnet. Die Eigenschaften der Garbagna-Kirsche ist die intensive rote Farbe, klein, mittel, lang und sehr knackig. Das sind die Eigenschaften, die die „Bella“-Kirsche aus Garbagna unverwechselbar machen. Die Frucht eignet sich hervorragend als Füllung für Pralinen und in Gebäck, da sie sehr gut haltbar ist, ohne zu zerfallen. Tatsächlich behält es Konsistenz und Geschmack auch in Alkohol.
Jedes Jahr im Juni findet das Sagra delle Ciliegie (Kirschfest) statt. 2024 war es die 56. Ausgabe an dem viele Spezialitäten angeboten werden.

## Bildgalerie

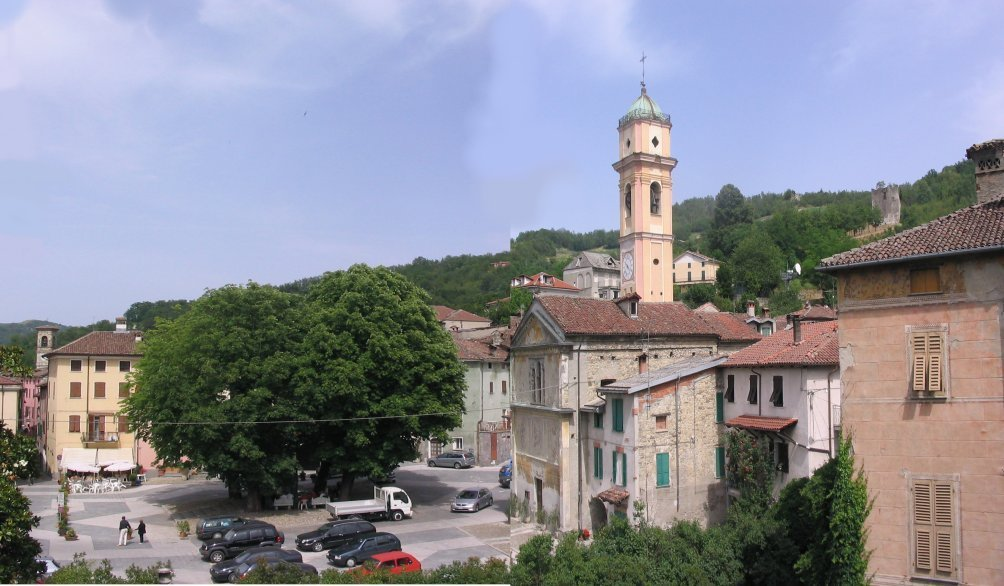
Piazza Doria
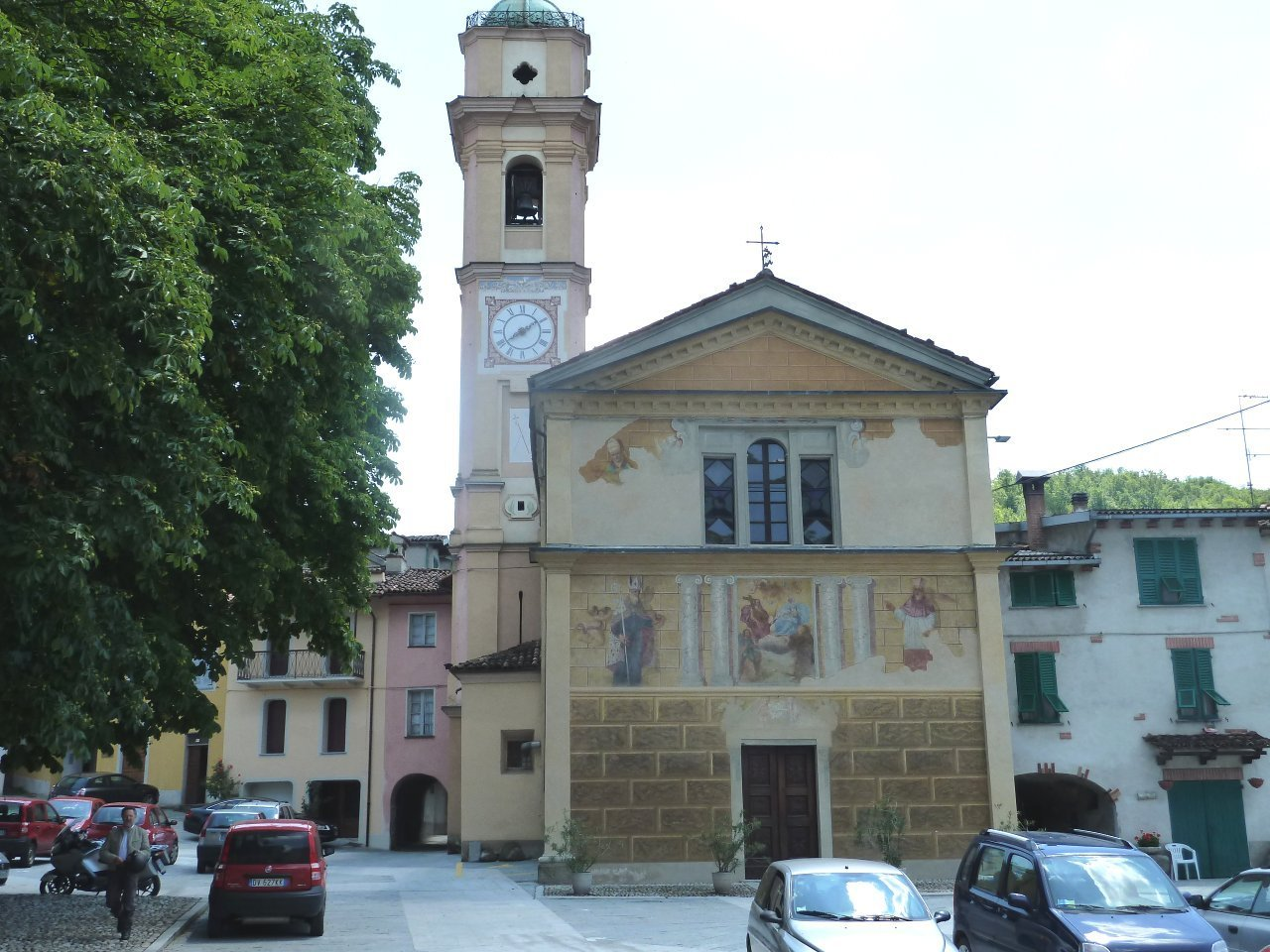
Kirche San Rocco
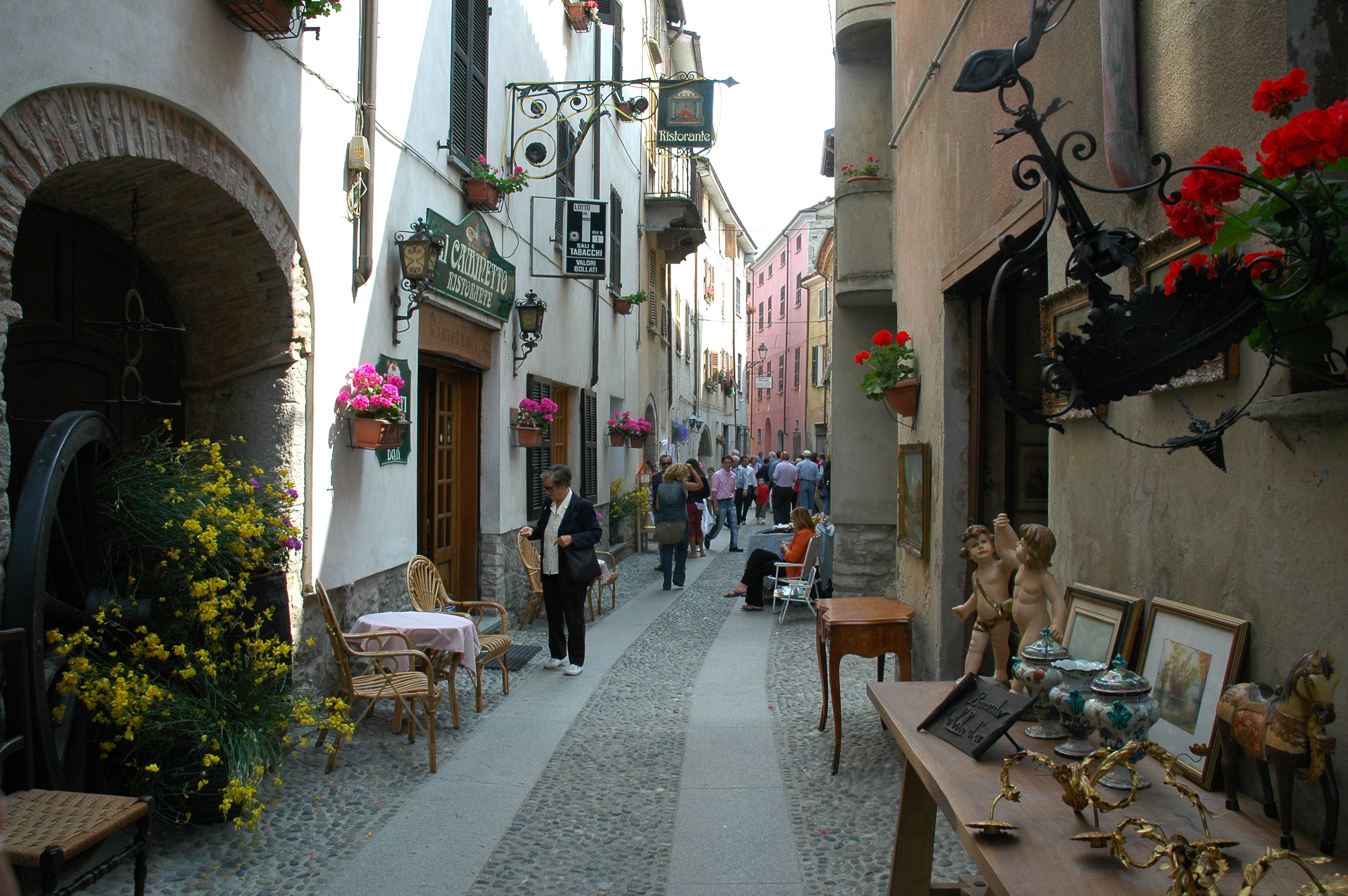
Contrada, Altstadtgasse
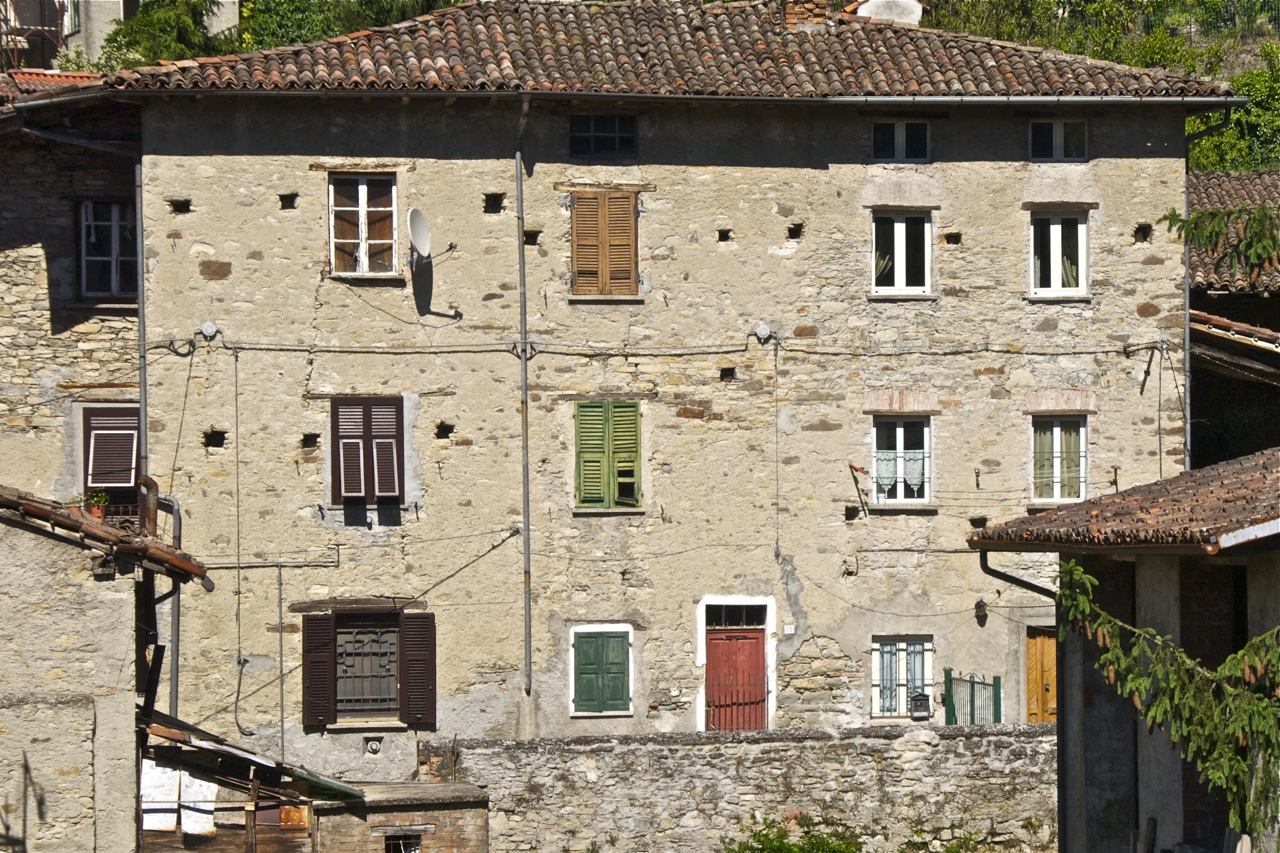
Altes farbiges Gebäude
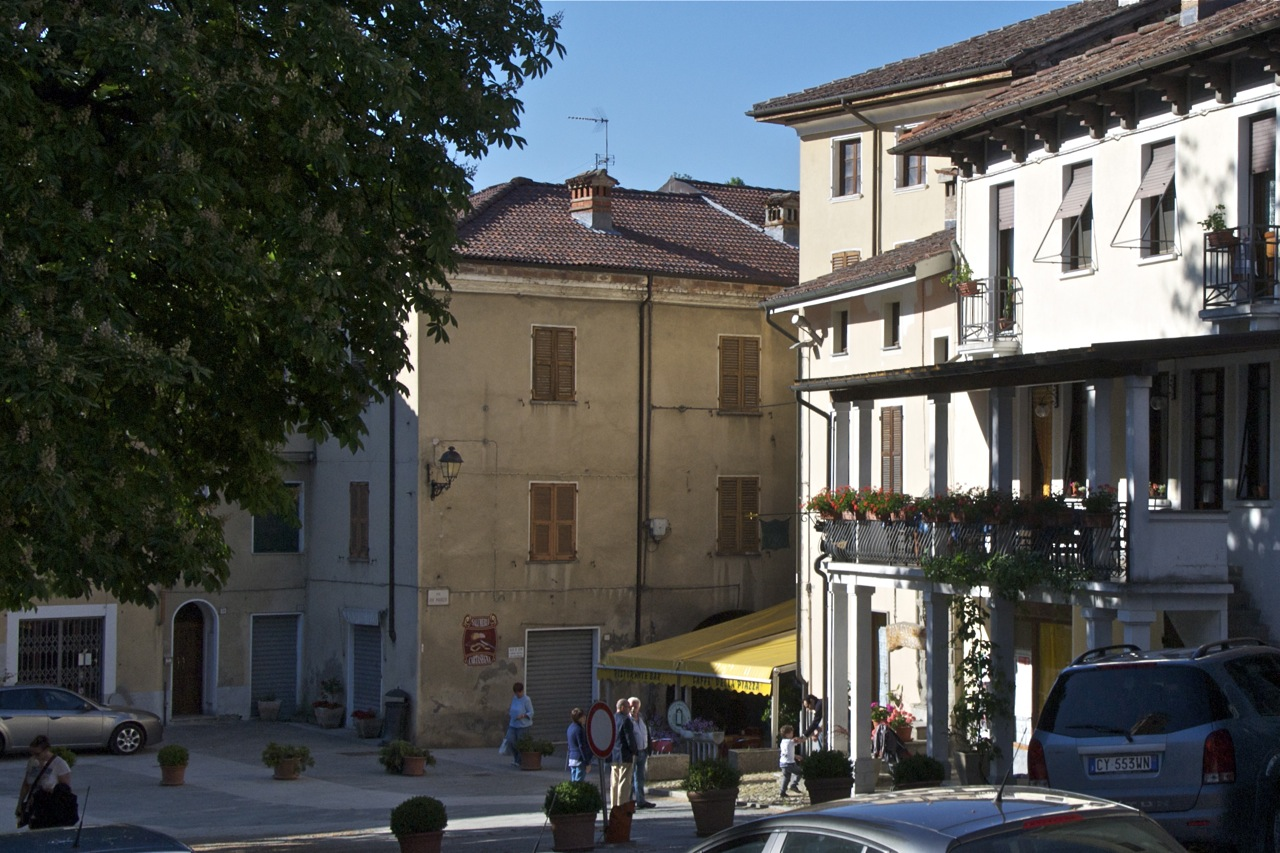
Piazza Doria
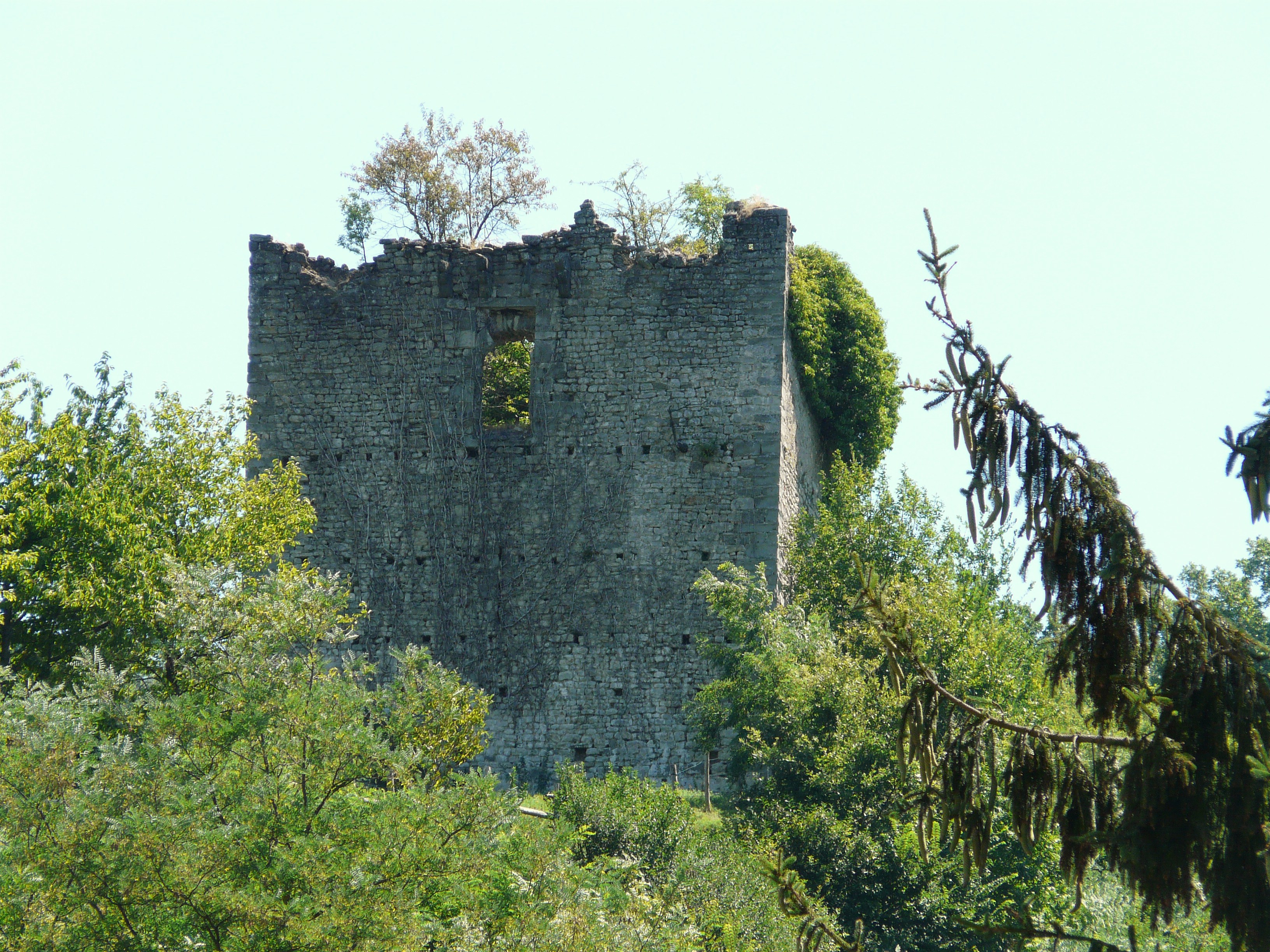
Ruinen vom Schloss
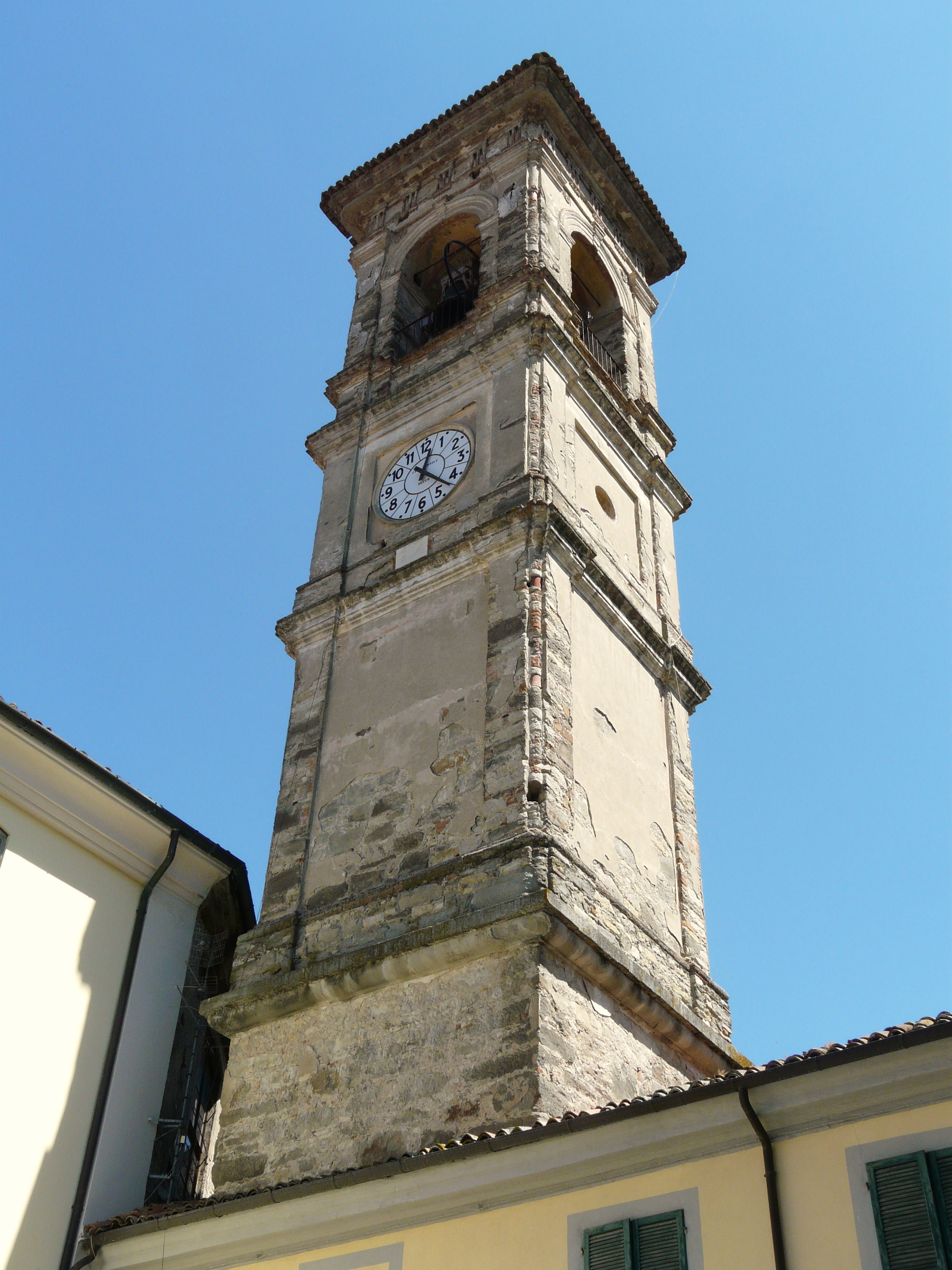
Kirchturm Giovannio Battista